# Rafael Sóbis
Rafael Augusto Sóbis do Nascimento (ur. 17 czerwca 1985 w Erechim) – brazylijski piłkarz występujący na pozycji napastnika. Były reprezentant Brazylii.

## Kariera piłkarska

### Kariera klubowa
Jego ojciec jest Ukraińcem, o czym powiedział w jednym ze swoich wywiadów. Sóbis zawodową karierę rozpoczynał w Corinthians Paulista, skąd przeniósł się do Cruzeiro EC. W 2001 roku został zawodnikiem SC Internacional. W tym klubie zaliczył debiut w brazylijskiej Serie A. Miejsce w podstawowej jedenastce tego zespołu wywalczył sobie w sezonie 2005/06. Po dobrych występach w Copa Libertadores został kupiony przez hiszpański zespół Real Betis. W swoim pierwszym sezonie w Primera División zdobył cztery gole w 32 meczach. W 2008 roku Sóbis odszedł do drużyny ze Zjednoczonych Emiratów Arabskich - Al-Jazira Club. W 2010 roku powrócił do Internacionalu na zasadzie wypożyczenia. Po upływie roku Internacional chciał wykupić go z Al-Jaziry, jednak cena była zbyt wysoka na możliwości klubu W związku z tym na sezon 2011 został zawodnikiem Fluminense FC. 31 sierpnia 2012 Fluminense wykupiło go na stałe. Zawodnikiem Fluminense był do 2014, kiedy to umowę rozwiązano za porozumieniem stron. Tuż po tym przyjął ofertę meksykańskiego Tigres UANL, w którym zadebiutował w końcu stycznia 2015. Po roku pobytu w Meksyku powrócił do Brazylii gdzie związał się z Cruzeiro. Po 2,5 roku spędzonym w Belo Horizonte powrócił do klubu w którym debiutował w Serie A - Internacional.

### Kariera reprezentacyjna
W 2008 roku został powołany do kadry U-23 prowadzonej przez Carlosa Dungę na Igrzyska Olimpijskie w Pekinie, gdzie razem z reprezentacją Brazylii zdobył brązowy medal.